# Bahnhof Stadtallendorf
Der Bahnhof Stadtallendorf ist ein Durchgangsbahnhof am Streckenkilometer 82,1 der Main-Weser-Bahn. Im Zuge des Hessentages 2010 wurden Bahnsteige, Unterführung und das Umfeld des Bahnhofs modernisiert und umgestaltet.

## Geschichte
Eröffnet wurde der Bahnhof zeitgleich mit der Main-Weser-Bahn 1850 als Haltepunkt Allendorf. Dieser bestand aus einem Wärterhäuschen und zwei jeweils 100 Meter langen Bahnsteigen. Erst 1904 wurde der Haltepunkt nach dem Bau eines 600 Meter langen Überholgleises und Verlängerung der Bahnsteige zum Bahnhof umgewandelt. Außerdem wurden zwei Bahnhofsgleise, ein Güterschuppen, Rampen und eine Ladestraße errichtet. Kurze Zeit später wurde 1908 das Empfangsgebäude eröffnet und im Ersten Weltkrieg ein zweites Überholgleis eingerichtet. Bis 1934 wurden die Verladeanlagen erweitert und die Gleisanlagen umgebaut.

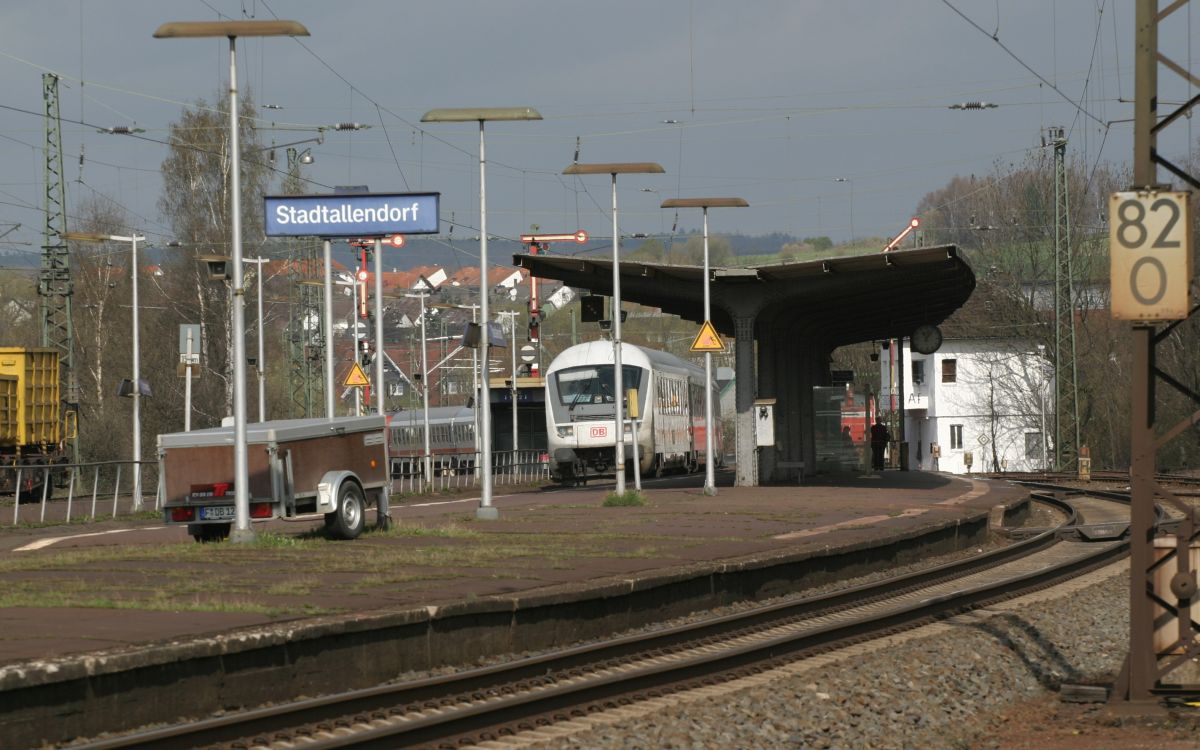
Die Bahnsteige vor dem Umbau mit durchfahrendem Intercity (2008)

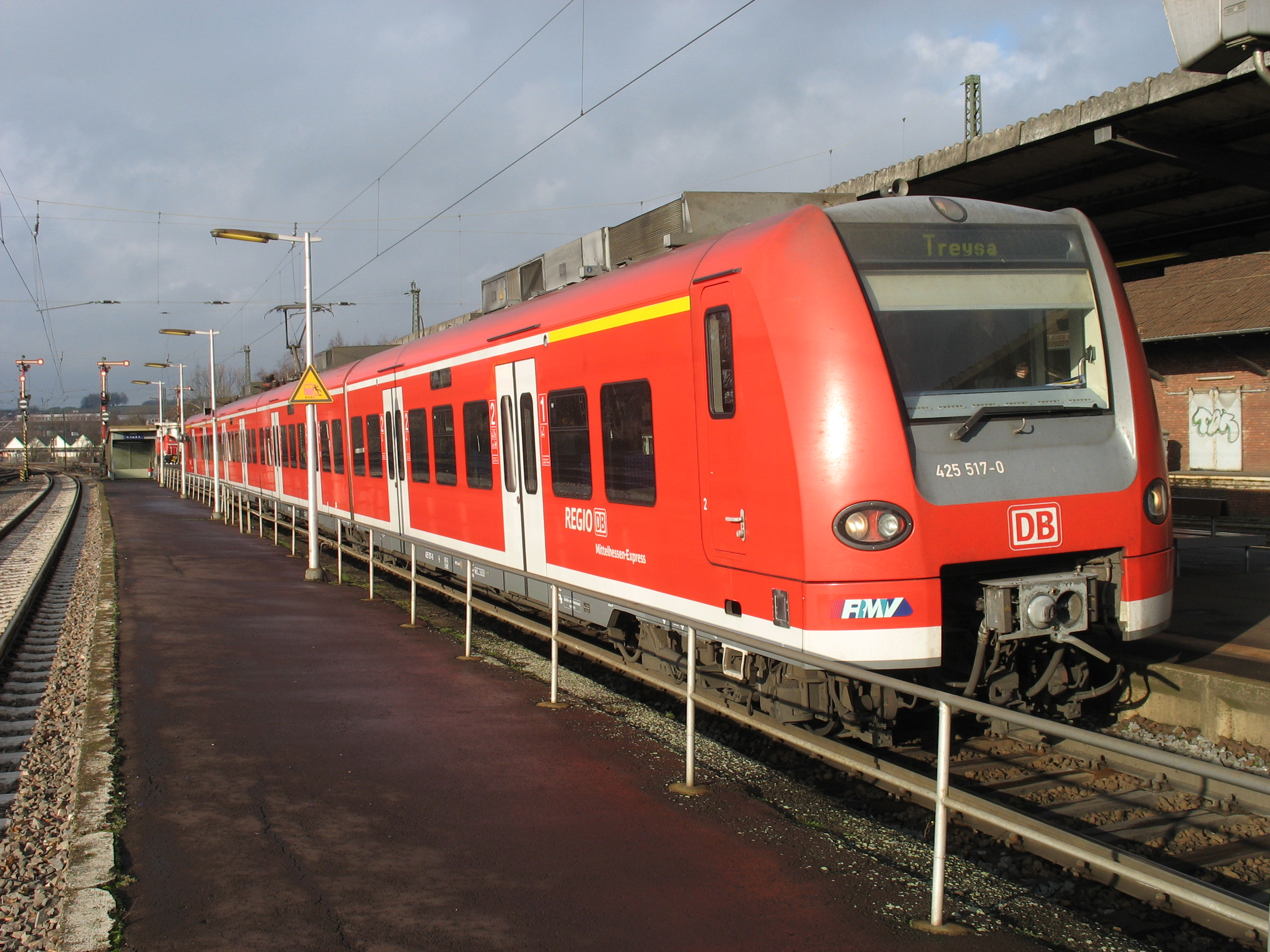
Mittelhessen-Express im Dezember 2006 auf Gleis 2

Während des Zweiten Weltkrieges wurden die Allendorfer Sprengstoffwerke DAG und WASAG gebaut und mit insgesamt 39 Kilometer langen und mit 97 Weichen ausgestatteten Anschlussbahnen mit dem Bahnhof verbunden. Aufgrund dessen wurde der Bahnhof stark erweitert (zehn neue Gleise) und mit zwei Stellwerken versehen. Außerdem wurde der Bahnübergang entfernt und durch die heute noch vorhandene Fußgängerunterführung ersetzt. 1942 wurde dann eine Verbindungsbahn zum Feldflugplatz Kirtorf eröffnet, die jedoch bereits 1947 wieder stillgelegt wurde. Nach Kriegsende wurde die Produktion in den Sprengstoffwerken eingestellt und die schadhaften Eisenbahnwagen verschrottet. Die Gleisanschlüsse wurden danach (und werden teilweise noch bis heute) von den angesiedelten Betrieben und der Herrenwald-Kaserne weiter benutzt.
1959 hielten im Bahnhof zwei Eil- und 31 Personenzüge am Tag. In diesem Jahr wurden 106.000 Fahrkarten verkauft. Nachdem 1961 der Oberbau der Anschlussbahnen erneuert wurde, übernahm dort die Bundesbahn den Betrieb, der vorher durch die Aufbaugesellschaft Allendorf durchgeführt wurde. 1964 wurden dann die Gleisanlagen im Bahnhofsbereich elektrifiziert und die moderne Wartehalle mit Fahrkartenausgabe an das Empfangsgebäude angebaut. Der elektrische Betrieb startete 1966, ein Jahr später begann ein totaler Umbau des Empfangsgebäudes. 1969 wurden 145.000 Fahrkarten verkauft. Der Bahnhof bediente – aufgrund der Stückgutneuordnung – im Stückgutverkehr Neustadt und zwölf weitere Orte. Die Stückgutabfertigung wurde jedoch 1975 komplett nach Marburg verlegt.
Während 1978 noch 104.566 Fahrkarten verkauft wurden, sank die Zahl bis 1983 auf 58.004. 1984 wurde der Bahnhof als Hauptdienststelle aufgelöst. Umfangreiche Fahrplanänderungen gab es 1988: Die zwölf Schnellzug-Verbindungen wurden gestrichen, dafür erhöhte sich die Zahl der Eilzüge von 19 auf 26. Der neu eingeführte Interregio fuhr ohne Halt durch den Bahnhof. 1994 wurden dann die Eil- und Nahverkehrszugverbindungen durch Regionalbahn- und Regional-Express-Züge ersetzt, womit der Bahnhof jeglichen Fernverkehr verlor. Nachdem der Rhein-Main-Verkehrsverbund (RMV) 1995 gestartet war, wurde 1997 der Bahnpostverkehr komplett eingestellt. Das Empfangsgebäude wird seit der Schließung von Fahrkartenausgabe und Wartehalle am 30. Juni 2001 nicht mehr benutzt. Fahrkarten können von nun an nur noch in Reisebüros und an Fahrkartenautomaten erworben werden. Im Dezember 2006 wurde der Mittelhessen-Express eingeführt, der im Stundentakt nach Frankfurt am Main und Treysa fährt. 2009 begann der komplette Umbau des Bahnhofsareals und der Stadtmitte.
Am 15. Dezember 2009 passierte ein Rangierunfall, bei dem eine Elektrolokomotive der Baureihe 155 sowie die örtlichen Gleisanlagen beschädigt wurden. Eine Rangierlokomotive war gegen die bei einer Weiche abgestellte Elektrolokomotive gefahren. Die Bergung der Lokomotive sowie die Reparatur der Gleise nahm mehrere Wochen in Anspruch. Personen kamen bei dem Unfall nicht zu Schaden. Am 29. Oktober 2011 kam es zu einem schweren Unfall im Bahnsteigbereich, als eine 19-Jährige am frühen Morgen gegen 4:50 Uhr auf der Bahnsteigkante an Gleis 2 saß und ihre Beine in Richtung der Gleise streckte. Die junge Frau bemerkte einen herannahenden Zug in Fahrtrichtung Kassel nicht, der sie erfasste und schwer verletzte. Ihre Beine wurden dabei zertrümmert. Ihre 18 und 21 Jahre alten Begleiter haben den Unfall nicht verhindern können.

## Umbau für den Hessentag

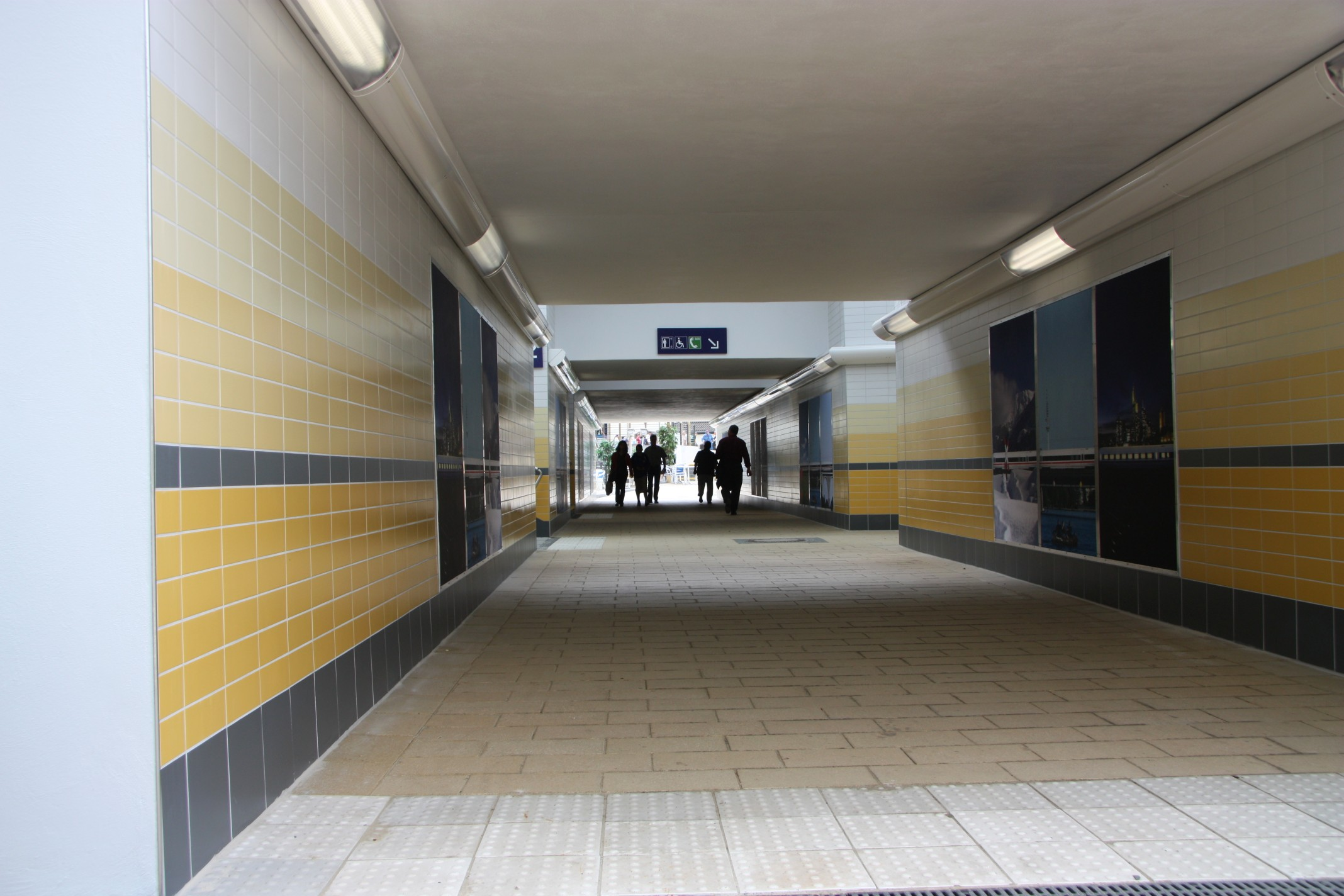
Neugestaltete Fußgängerunterführung

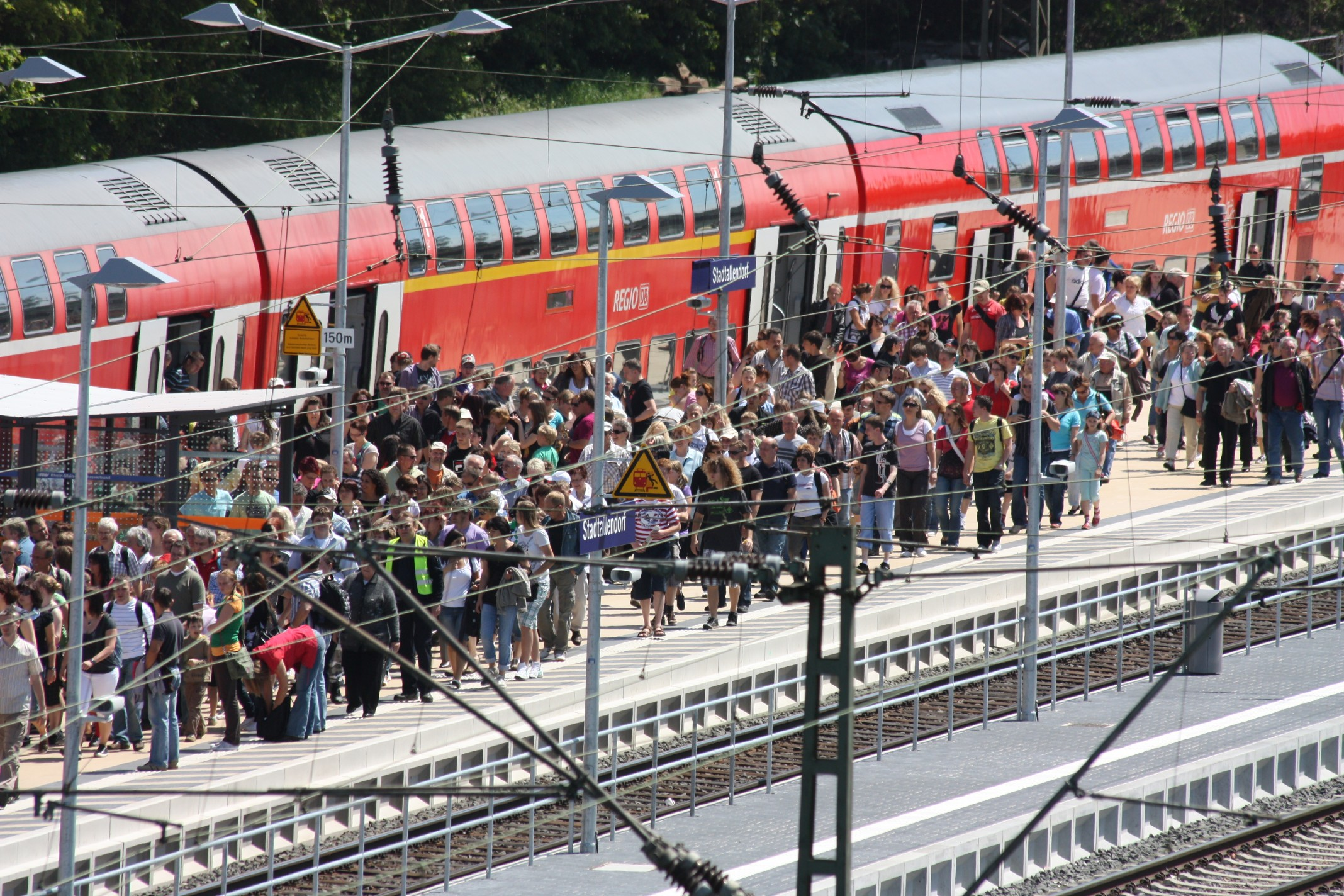
Menschenmassen auf dem Hauptbahnsteig (Gleise 1 und 2) beim Hessentag 2010

Zum Hessentag 2010 wurde der Bahnhof von der Stadt Stadtallendorf mit Zuschüssen von Bund und Land für insgesamt 7,3 Millionen Euro saniert und barrierefrei umgebaut. Der erste Spatenstich erfolgte am 17. Juli 2009, die Bauarbeiten begannen einen Tag später. Wegen des engen Zeitplanes und des Platzbedarfs – hier stand beim Hessentag das HVT-Zelt (der Hess. Vereinigung fur Tanz- und Trachtenpflege) – wurde der Bau einer Park-and-Ride-Anlage erst nach dem Hessentag verwirklicht. Bis zum Start des Hessentages gelang die Sanierung der Bahnsteige 1 (Gleise 1 und 2) und 2 (Gleis 3), der Umbau der beiden Vorplätze zur Niederkleiner Straße bzw. Stadtmitte und des Empfangsgebäudes. Während des Umbaus waren die Bahnsteige und die Unterführung zeitweise gesperrt, was teilweise lange Umwege mit sich brachte.
Zunächst sollte nur der Hauptbahnsteig (Gleise 1 und 2) und die Unterführung saniert und erhöht werden. Der Bahnsteig an Gleis 3 wurde aufgrund verfügbarer Fördergelder im Mai 2010 ebenfalls umgebaut. Die Unterführung, welche eine wichtige Fußwegverbindung zwischen dem nördlichen und dem südlichen Teil der Stadt darstellt, war durch ihre schlechte Beleuchtung in den Abendstunden als Angstraum verschrien. Heute ist sie hell gestaltet sowie mit gelben Fliesen und Bildern von ICEs versehen. Die Einweihung des kompletten Bahnhofs erfolgte am 25. Mai 2010.
Seit dem Umbau gibt es 71 Fahrradstellplätze, von denen 30 überdacht sind. Hinzu kommen noch elf Fahrradboxen in der ehemaligen Wartehalle.

## Empfangsgebäude
Das Empfangsgebäude wurde 1908, vier Jahre nach der Aufstufung des Haltepunktes Allendorf zum Bahnhof, eröffnet. Aufgrund des Aufstellens einer Baracke auf dem Güterplatz, die dem Platzmangel entgegenwirken sollte, wurde 1964 an der westlichen Seite eine moderne Wartehalle mit Fahrkartenausgabe angebaut und das Hauptgebäude 1968 komplett umgebaut.
Seit Juni 2001 wird das Empfangsgebäude nicht mehr genutzt, da Wartehalle und Fahrkartenausgabe geschlossen wurden und die seit 1996 ansässige Junior-Firma der DB auszog. Im Jahr 2009 begann ein totaler Umbau des Bahnhofsgebäudes. Die Güterhallen wurden abgerissen und der 1964 errichtete Anbau entkernt und zu einer Fahrradstation mit 41 Stellplätzen und Toiletten umgebaut. Im Hauptgebäude, welches vom kompletten Umbau des Areals nicht betroffen war, sind heute eine Wohnung, ein Reisebüro und Sozialräume für die Rangiermitarbeiter untergebracht.

## Verkehr

### Personenverkehr
Der Bahnhof liegt im Tarifgebiet des Rhein-Main-Verkehrsverbundes (RMV) und wird im Stundentakt durch den Mittelhessen-Express (RB41) bedient. Dieser verkehrt zwischen Treysa und Frankfurt Hbf und wird in Gießen mit dem Zugteil aus Dillenburg geflügelt. Die Fahrzeit nach Frankfurt beträgt 99 bis 118 Minuten. Des Weiteren bestehen zweistündliche Direktverbindungen per Regional-Express nach Frankfurt am Main und Kassel. Die Fahrzeit nach Frankfurt beträgt hierbei 74 Minuten, nach Kassel 52 bis 77 Minuten.
Eine Besonderheit war bis zum Fahrplanwechsel am 11. Dezember 2016 der IC 1999 (Berlin Südkreuz–Frankfurt Hbf), der als einziger Fernverkehrszug am Sonntag um 23:00 Uhr in Stadtallendorf hielt. Während des Hessentages vom 28. Mai bis 6. Juni 2010 ließ die Deutsche Bahn einen Teil ihrer InterCity-Züge in Stadtallendorf halten. Das Angebot wurde nach Angaben der Bahn besser genutzt als erwartet.
Im Jahr 2014 hielten im Bahnhof Stadtallendorf wöchentlich 375 Züge, von denen hier jedoch keiner startete oder endete. Von Montag bis Freitag hielten täglich 58, samstags 49 und sonntags 36 Züge, die alle (außer dem IC am Sonntagabend) Nahverkehrszüge waren.
Ab dem 11. Dezember 2016 hielten in Stadtallendorf täglich 12 Fernverkehrs-Züge. 2019 waren es nur noch einzelne Züge. Zum Fahrplanwechsel im Dezember 2019 wurde der planmäßige Halt von Fernverkehrszügen im Bahnhof Stadtallendorf auf Grund von zu geringer Nachfrage von der Deutschen Bahn eingestellt. Es halten seitdem ausschließlich Regionalzüge.
| Linie | Verlauf | Takt                                                                   | Betreiber      |
| ----- | --- | ---------------------------------------------------------------------- | -------------- |
| RE 30 | Main-Weser-Bahn: Frankfurt (Main) Hbf – (Frankfurt (Main) West –)* Friedberg (Hess) – (Bad Nauheim – Ostheim (b Butzbach) – Butzbach – Kirch Göns – Lang Göns – Großen Linden –)* Gießen – (Lollar – Friedelhausen – Fronhausen (Lahn) – Niederwalgern – Marburg Süd –)* Marburg (Lahn) – Kirchhain (Bz Kassel) – Stadtallendorf – Neustadt (Kr Marburg) – Treysa – Borken (Hess) – Wabern (Bz Kassel) – Kassel-Wilhelmshöhe – Kassel Hbf * nur einzelne Züge Stand: Fahrplanwechsel Dezember 2021 | 120 min                                                                | DB Regio Mitte |
| RE 98 | Main-Sieg-Express: Kassel Hbf – Kassel-Wilhelmshöhe – Baunatal-Guntershausen – Edermünde-Grifte – Felsberg-Wolfershausen – Felsberg-Altenbrunslar – Felsberg-Gensungen – Wabern (Bz Kassel) – Singlis – Borken (Hess) – Zimmersrode – Schlierbach (Kr Schwalm-Eder) – Treysa – Schwalmstadt-Wiera – Neustadt (Kr Marburg) – Stadtallendorf – Kirchhain (Bz Kassel) – Marburg (Lahn) – Gießen – Friedberg (Hess) – Frankfurt (Main) West (einzelne Züge im Berufsverkehr) – Frankfurt (Main) Hbf Gießen – Frankfurt vereinigt mit RE 99 von Siegen Stand: Fahrplanwechsel Dezember 2021                                   | 120 min                                                                | HLB Hessenbahn |
| RB 41 | Mittelhessen-Express: Frankfurt (Main) Hbf – Frankfurt (Main) West (– Bad Vilbel) (zweistdl.) – Friedberg (Hess) – Bad Nauheim (– Ostheim (b Butzbach)) (zweistdl.) – Butzbach (– Kirch Göns – Lang Göns – Großen Linden) (zweistdl.) – Gießen – Gießen Oswaldsgarten – Lollar – Friedelhausen – Fronhausen (Lahn) – Niederwalgern – Niederweimar – Marburg Süd – Marburg (Lahn) – Cölbe – Bürgeln – Anzefahr – Kirchhain (Bz Kassel) – Stadtallendorf (– Neustadt (Kr Marburg) – Schwalmstadt-Wiera – Treysa) (wochentags) Flügelung in Gießen. Zugteil nach Dillenburg als RB 40. Stand: Fahrplanwechsel Dezember 2021 | 60 min (wochentags) 120 min (Wochenende) 120 min (Stadtallend.–Treysa) | HLB Hessenbahn |

### Güterverkehr
Im Güterverkehr dominieren die Transporte von Schüttgut für die Fritz Winter Eisengießerei, die über die Schiene unter anderem mit Quarzsand beliefert wird. Die noch heute umfangreichen Gleisanlagen werden größtenteils zum Rangieren und Abstellen von Waggons genutzt. Seit etwa 1980 wurden die Anschlussbahnen vermehrt stillgelegt. 1983 wurde Stadtallendorf aufgrund eines neuen Rangierkonzeptes dem neuen Knotenbahnhof Treysa angeschlossen.

### Stellwerke
Stadtallendorf besitzt seit dem Zweiten Weltkrieg zwei Stellwerke, die noch heute in Betrieb sind. Das Stellwerk Af befindet sich in Höhe der Bahnsteige und wird durch einen Fahrdienstleiter gesteuert. Das Stellwerk Ao befindet sich im Südosten des Bahnhofs beim Abzweig der Anschlussbahnen. Es wird von einem Weichenwärter gestellt. Beide Stellwerke sind mechanisch bedient und der Bauart Einheit.

### Weitere Verkehrsanbindung

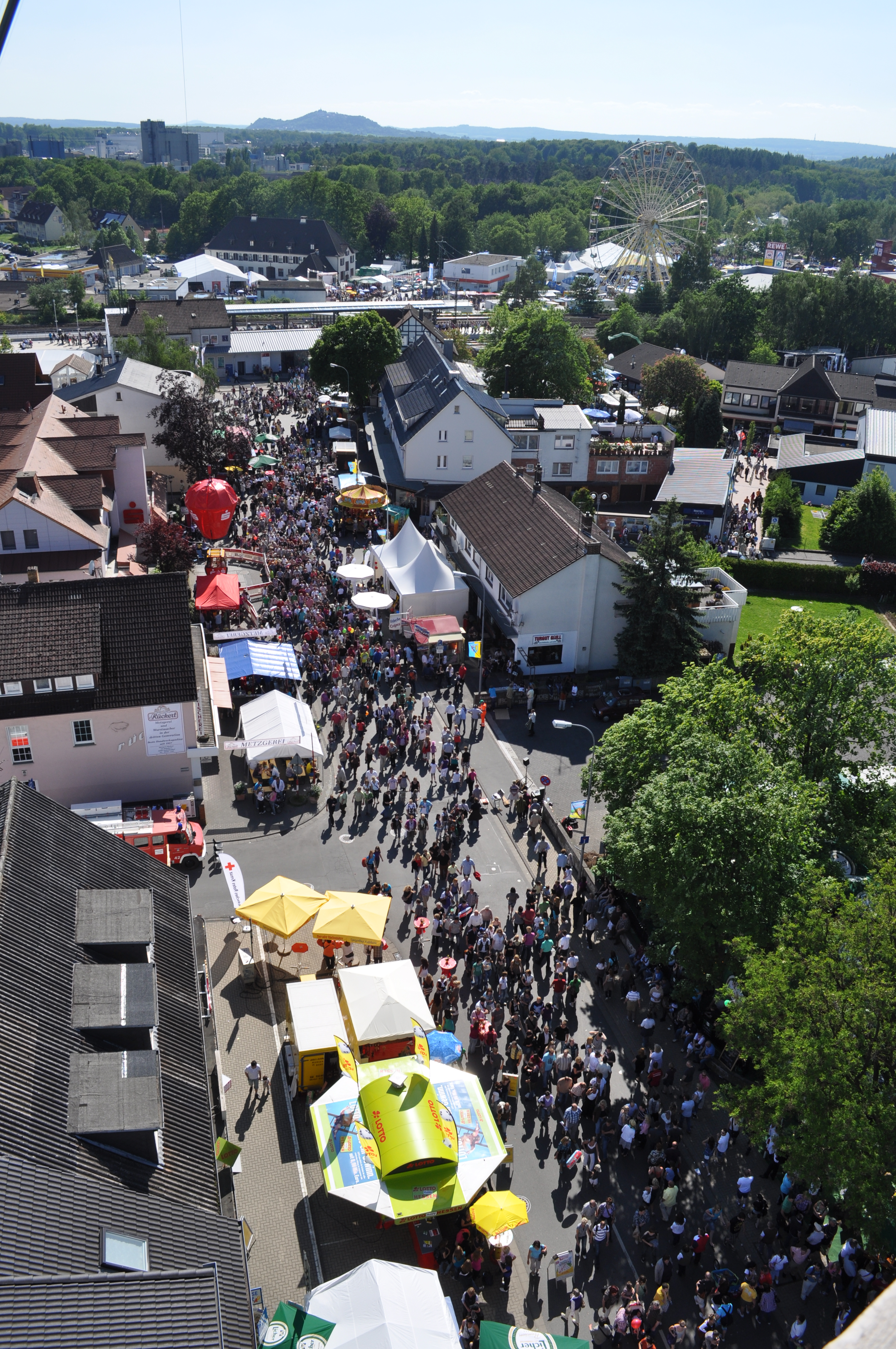
Blick von der Stadtkirche auf das Festgelände und den Bahnhof während des Hessentages 2010

Der Stadtallendorfer Busbahnhof liegt etwa 100 Meter südlich des Bahnhofs der DB. Dort halten folgende Buslinien:
- MR-85 (Schweinsberg – Niederklein – Stadtallendorf – Niederklein – Schweinsberg)
- MR-90 (Wolferode – Hatzbach – Erksdorf – Hatzbach – Stadtallendorf)
- 91 (Stadtbus Stadtallendorf)
- 92 (Stadtbus Stadtallendorf)

Der heutige Busbahnhof ist 2009 eröffnet worden, da der alte, Anfang der 1980er Jahre gebaute, einem neuen Einkaufscenter weichen musste.